# Edson Braafheid
Edson René Braafheid est un footballeur international néerlandais, né le 8 avril 1983 à Paramaribo au Suriname. Il joue de défenseur au Bold d'Austin en USL Championship.

## Biographie
Révélé dans son pays, Braafheid arrive en Bavière pour la saison 2009-2010. Destiné au poste vacant d'arrière gauche, le néerlandais déçoit[réf. nécessaire], contrairement à son compatriote Robben, et est prêté dès l'hiver 2009 au Celtic Glasgow pour gagner du temps de jeu.
À l'issue de son prêt, Louis van Gaal lui annonce qu'il lui laisse une seconde chance de le convaincre pour la saison 2010-11. Braafheid sera en concurrence avec les deux révélations : Diego Contento et Holger Badstuber. En novembre 2010, à la suite d'une vive altercation avec son entraîneur Louis van Gaal, Edson n'est plus convoqué pour les matchs du Bayern Munich. 
Il est transféré à Hoffenheim en janvier 2011, où il signe un contrat de deux ans et demi. Fin août 2012, il est prêté au FC Twente.
Le 1er août 2014, il signe pour deux ans en faveur de la Lazio Rome.

## Palmarès

### En club
FC Utrecht
- Coupe des Pays-Bas
  - Vainqueur (1) : 2004
- Supercoupe des Pays-Bas
  - Vainqueur (1) : 2004

 Bayern Munich
- Bundesliga
  - Champion (1) : 2010
- Supercoupe d'Allemagne
  - Vainqueur (1) : 2010

### En sélection
Pays-Bas espoirs
- Euro Espoirs
  - Vainqueur (1) : 2006